# Kungsängen Golf Club
De Kungsängen Golf Club is een golfclub in Kungsängen in Zweden.
De club werd in 1989 opgericht. In dat jaar werd ook begonnen met de aanleg van de eerste 18 holesbaan. De club heeft nu twee 18-holes golfbanen: de 'Kings Course' en de 'Queens Course'. Het clubhuis is in 1993 opgeleverd. Nadien is het geheel gerenoveerd.

## Queens Course
De Queens Course is de oudste van de twee golfbanen en is in 1991 geopend. De baan loopt door de bossen, is smaller en heeft kleinere greens.

## Kings Course
De Kings Course werd in 1993 geopend en had ook meteen 18 holes. Drie jaar later waren de ambities gestegen en werd er een baan van gemaakt die geschikt zou zijn voor internationale kampioenschappen. Hij is breed aangelegd zodat er ruimte is voor publiek. Er zijn natuurlijke waterhindernissen en de fairways zijn omgeven door pijnbomen.

#### European PGA Tour
In 1998, 2000, 2002 en 2005 was de club gastheer van de Scandinavian Masters, een van de toernooien van de Europese PGA Tour. De eerste keer werd het door Jesper Parnevik op eigen bodem gewonnen.
- 1998:  Jesper Parnevik
- 2000:  Lee Westwood
- 2002:  Graeme McDowell
- 2005:  Mark Hensby

Kungsängen ligt 25 minuten van Stockholm en behoort tot de PGA European Tour Courses.

#### Senior Tour
In 2001 was de club gastheer van de STC Scandinavian International, een van de toernooien van de European Senior Tour. Het was een toernooi van 54 holes.
- 2001:  Denis O'Sullivan met een score van -8